# Bestuurlijke indeling van Togo

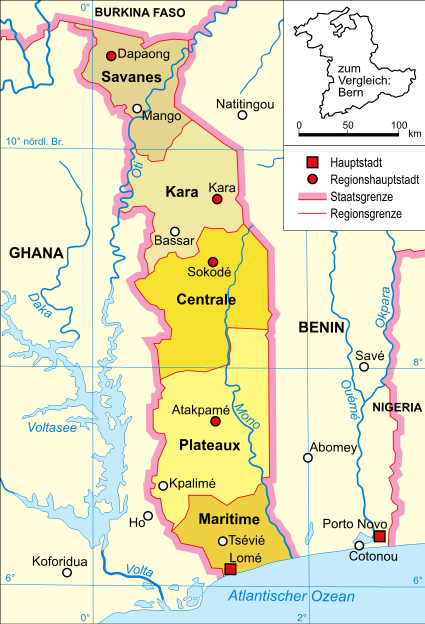
Regio's van Togo

Er zijn twee typen deelgebieden van Togo: de prefecturen en regio's. Het land is onderverdeeld in 23 prefecturen, die meestal vernoemd zijn naar de grootste plaats in zo'n prefectuur. De regio's worden gevormd door groepen van twee tot zes prefecturen. Het land bestaat uit vijf regio's.

## Regio's
De vijf regio's van Togo (met hun hoofdsteden tussen haakjes) zijn:
- Centrale (Sokodé)
- Kara (Kara)
- Maritime (Lomé)
- Plateaux (Atakpamé)
- Savanes (Dapaong)

## Prefecturen
De regio's zijn verder onderverdeeld in een dertigtal prefecturen.